# American University of Madaba
Die American University of Madaba (AUM) (arabisch الجامعــة الأميركيــة في مادبـا) ist eine katholische Privatuniversität mit Sitz in Madaba (Jordanien).

## Organisation
Die Hochschule erhielt 2005 die Lehrbefugnis. Papst Benedikt XVI. weihte am 9. Mai 2009 den Grundstein der Hochschule im Beisein von Abdullah II. bin al-Hussein, dem König Jordaniens, bei seiner Reise im Heiligen Land ein. Durch Beschluss des „Superior council of Education“ in Jordanien vom 29. Mai 2011 firmiert die Hochschule als „American University of Madaba (AUM)“. Der Vorlesungsbetrieb in englischer Sprache startete im Herbst 2011. Der Campus kann bis zu 8000 Studenten aufnehmen und wird bis zu 500 Fakultätsmitglieder beschäftigen.
Das Board of Trustees ist die höchste Verwaltungsinstanz der American University of Madaba. Die staatliche Anerkennung durch das jordanische Erziehungsministerium wurde nach Beratungen mit dem Träger der Hochschule, dem Lateinischen Patriarchat von Jerusalem, im Jahre 2009 erteilt. Vorsitzender des Board of Trustees ist der ehemalige Minister für Handel und Industrie, Sami Gammoh, sein Stellvertreter ist Bischof Salim Sayegh. Gründungsrektor ist Victor Billeh.
Es bestehen Kooperationsabkommen mit folgenden Hochschulen
- Vereinigte Staaten (University of Notre Dame, Gannon University)
- Italien (Università Cattolica del Sacro Cuore, Polytechnikum Mailand, Universität Pavia, Universität Genua, Universität Enna) und
- Ungarn (Katholische Péter-Pázmány-Universität) (Stand 2011[7]).

## Fakultäten
- Fakultät für Wirtschaft und Finanzen (Business Administration, Marketing, Risiko Management & Versicherung und Rechnungswesen)
- Technische Fakultät (Bau und Umwelt, Elektrotechnik, Mechanik)
- Fakultät der Gesundheitswissenschaften (Pharmazie, medizinische Laboratorien, Ernährung und Diätetik)
- Fakultät für Informationswissenschaften (Computer-Wissenschaften)
- Naturwissenschaftliche Fakultät (Biologie & Biotechnologie, Chemie, Physik und Materialwissenschaften)
- Fakultät für Sprachen und Kommunikation (Arabische Sprache und Literatur, Englische Sprache und Literatur, Übersetzungen)
- Fakultät für Kunst und Design (Grafisches Design)